# Margaret Cooper
Margaret Elizabeth Cooper, de soltera Douglas, (Punta del Este, 25 de enero de 1918 – Hamilton, 18 de julio de 2016) fue una oficial británica miembro del Women's Royal Naval Service (WRNS) durante la Segunda Guerra Mundial y trabajó en el centro de interceptación de señales y descifrado de Bletchley Park en Inglaterra.

## Trayectoria
Su padre, Jack Douglas, originario de Canadá, era dueño de una casa de playa al otro lado del Río de la Plata en Argentina, donde tenía un rancho de carne. Su madre Vera era anglo-argentina, y tenía tres hermanos, Katherine, Evelyn y Sholto Douglas. Se educó en el St Mary's School, Wantage, en Inglaterra.
Cooper se unió al Women's Royal Naval Service (WRNS) en septiembre de 1941. Se formó en el Westfield College de Londres y esperaba convertirse en cocinera, pero a lo largo de su formación se recibió una solicitud, que se dice que provenía del propio Winston Churchill, para que los voluntarios realizaran un trabajo secreto no especificado. Cooper y la mayoría de su clase aceptaron y rápidamente se encontraron en la base de interceptación de señales y decodificación de Bletchley Park en el centro de Inglaterra y no en la base naval que habían esperado.
Al principio trabajó en el Hut 11 con ordenadores bombe que decodificaban los mensajes interceptados, pero a finales de 1942 fue trasladada a Stanmore, donde otros ordenadores bombe de respaldo se usaban como medida de precaución contra la destrucción de los originales por los bombardeos enemigos. Luego se convirtió en asistente de Frank Birch, jefe de la sección naval en el Hut 4, que se conocía como la "sala de submarinos". Cooper también se ponía en contacto regularmente con el Centro de Inteligencia Operativa del Almirantazgo en Londres.
Fue ascendida a suboficial y luego comisionada como tercer oficial, tras lo cual en abril de 1944 fue enviada a Plymouth para trabajar en la base subterránea de Mount Wise, en conexión entre Bletchley y Plymouth en los movimientos de los submarinos. Nunca habló de su trabajo secreto hasta después de que la naturaleza de la operación de descifrado fue revelada por F. W. Winterbotham en The Ultra Secret (1974).
En 1945, se casó con Craig Cooper, un oficial de la Real Fuerza Aérea Canadiense, a quien había conocido tres años antes. Su reunión inicial fue una breve conversación en un andén de la estación de ferrocarril de Bletchley, pero ni siquiera intercambiaron nombres. Más tarde, en 1942, recibió una carta dirigida a "la rubia Wren de Argentina en el andén de la estación de Bletchley".
Se casaron en Inglaterra, y él regresó a su carrera docente en Canadá. Compraron Cherry Tree Farm, una granja de 65 acres en Carlisle, Ontario, 16 km al norte de Burlington, donde criaban ganado de carne, caballos y tenían un huerto de cerezas. Tuvieron cuatro hijos, Elizabeth Salton, Ian Cooper, Jane Toews y Peter Cooper.